# Europapokal der Pokalsieger 1978/79
Der Europapokal der Pokalsieger 1978/79 war die 19. Ausspielung des Wettbewerbs der europäischen Fußball-Pokalsieger. 31 Klubmannschaften aus 30 Ländern nahmen teil, darunter Titelverteidiger RSC Anderlecht, 21 amtierende Pokalsieger und neun unterlegene Pokalfinalisten (FC Aberdeen, Schachtjor Donezk, PAOK Saloniki, Kalmar FF, FK Bodø/Glimt, Ballymena United, US Luxemburg, FC Floriana und Fortuna Düsseldorf). Die Vertreter Albaniens (es wurde keiner gemeldet), Finnlands (qualifizierter Verein wurde bereits aufgelöst) und aus der Türkei (Pokalsieger Trabzonspor für den Europacup gesperrt) nahmen nicht teil.
Aus der Bundesrepublik war DFB-Pokalfinalist Fortuna Düsseldorf, aus der DDR FDGB-Pokalsieger 1. FC Magdeburg, aus Österreich ÖFB-Cupsieger SSW Innsbruck und aus der Schweiz Cupsieger Servette Genf am Start.
Das Finale bestritten der FC Barcelona und Fortuna Düsseldorf im St. Jakob-Park von Basel am 16. Mai 1979. Der FC Barcelona setzte sich mit 4:3 (2:2, 2:2) nach Verlängerung durch und gewann zum ersten Mal den Europapokal der Pokalsieger.
Torschützenkönig wurde der Italiener Alessandro Altobelli von Inter Mailand mit 7 Toren.

## Modus
Die Teilnehmer spielten wie gehabt im reinen Pokalmodus mit Hin- und Rückspielen den Sieger aus. Gab es nach beiden Partien Torgleichstand, entschied die Anzahl der auswärts erzielten Tore (Auswärtstorregel). War auch deren Anzahl gleich fand im Rückspiel eine Verlängerung statt, in der auch die Auswärtstorregel galt. Herrschte nach Ende der Verlängerung immer noch Gleichstand, wurde ein Elfmeterschießen durchgeführt. Das Finale wurde in einem Spiel auf neutralem Platz entschieden. Bei unentschiedenem Spielstand nach Verlängerung wäre der Sieger ebenfalls in einem Elfmeterschießen ermittelt worden.

## 1. Runde
Freilos:  RSC Anderlecht (Titelverteidiger)
Die Hinspiele fanden am 13. September, die Rückspiele am 27. September 1978 (Glimt gegen Luxemburg am 27. August und 12. September) statt.
|                          | Gesamt |                    | Hinspiel | Rückspiel |
| ------------------------ | ------ | ------------------ | -------- | --------- |
| SFK Bodø/Glimt           | 4:2    | US Luxemburg       | 4:1      | 0:1       |
| Zagłębie Sosnowiec       | 3:4    | SSW Innsbruck      | 2:3      | 1:1       |
| CS Universitatea Craiova | 4:5    | Fortuna Düsseldorf | 3:4      | 1:1       |
| Ferencváros Budapest     | 4:2    | Kalmar FF          | 2:0      | 2:2       |
| Sporting Lissabon        | 0:2    | Baník Ostrava      | 0:1      | 0:1       |
| Valur Reykjavík          | 1:5    | 1. FC Magdeburg    | 1:1      | 0:4       |
| Marek Dupniza            | 3:5    | FC Aberdeen        | 3:2      | 0:3       |
| KSK Beveren              | 6:0    | Ballymena United   | 3:0      | 3:0       |
| PAOK Saloniki            | 2:4    | Servette Genf      | 2:0      | 0:4       |
| AZ’67 Alkmaar            | 0:2    | Ipswich Town       | 0:0      | 0:2       |
| Shamrock Rovers          | 3:0    | APOEL Nikosia      | 2:0      | 1:0       |
| NK Rijeka                | 3:2    | AFC Wrexham        | 3:0      | 0:2       |
| FC Barcelona             | 4:1    | Schachtjor Donezk  | 3:0      | 1:1       |
| BK Frem Kopenhagen       | 2:4    | AS Nancy           | 2:0      | 0:4       |
| FC Floriana              | 1:8    | Inter Mailand      | 1:3      | 0:5       |

## 2. Runde
Die Hinspiele fanden am 18. Oktober, die Rückspiele am 1. November (Glimt gegen Mailand am 25. Oktober) 1978 statt.
|                    | Gesamt          |                      | Hinspiel | Rückspiel |
| ------------------ | --------------- | -------------------- | -------- | --------- |
| Inter Mailand      | 7:1             | SFK Bodø/Glimt       | 5:0      | 2:1       |
| Baník Ostrava      | 6:1             | Shamrock Rovers      | 3:0      | 3:1       |
| Ipswich Town       | 2:1             | SSW Innsbruck        | 1:0      | 1:1 n. V. |
| Servette Genf      | 4:3             | AS Nancy             | 2:1      | 2:2       |
| RSC Anderlecht     | 3:3 (1:4 i. E.) | FC Barcelona         | 3:0      | 0:3 n. V. |
| Fortuna Düsseldorf | 3:2             | FC Aberdeen          | 3:0      | 0:2       |
| NK Rijeka          | 0:2             | KSK Beveren          | 0:0      | 0:2       |
| 1. FC Magdeburg    | (a)2:2(a)       | Ferencváros Budapest | 1:0      | 1:2       |

## Viertelfinale
Die Hinspiele fanden am 7. März, die Rückspiele am 21. März 1979 statt.
|                    | Gesamt    |               | Hinspiel | Rückspiel |
| ------------------ | --------- | ------------- | -------- | --------- |
| 1. FC Magdeburg    | 4:5       | Baník Ostrava | 2:1      | 2:4       |
| Inter Mailand      | 0:1       | KSK Beveren   | 0:0      | 0:1       |
| Fortuna Düsseldorf | (a)1:1(a) | Servette Genf | 0:0      | 1:1       |
| Ipswich Town       | (a)2:2(a) | FC Barcelona  | 2:1      | 0:1       |

## Halbfinale
Die Hinspiele fanden am 11. April, die Rückspiele am 25. April 1979 statt.
|                    | Gesamt |               | Hinspiel | Rückspiel |
| ------------------ | ------ | ------------- | -------- | --------- |
| FC Barcelona       | 2:0    | KSK Beveren   | 1:0      | 1:0       |
| Fortuna Düsseldorf | 4:3    | Baník Ostrava | 3:1      | 1:2       |

## Finale
| FC Barcelona                              | FC Barcelona | Fortuna Düsseldorf | Fortuna Düsseldorf | Aufstellung                                       |
| ----------------------------------------- | --- | --- | ------------------ | ------------------------------------------------- |
| FC Barcelona                              | \| 16. Mai 1979 in Basel (St. Jakob-Stadion) \| \| Ergebnis: 4:3 n. V. (2:2, 2:2) \| \| Zuschauer: 58.500 \| \| Schiedsrichter: Károly Palotai ( Ungarn) \| | \| 16. Mai 1979 in Basel (St. Jakob-Stadion) \| \| Ergebnis: 4:3 n. V. (2:2, 2:2) \| \| Zuschauer: 58.500 \| \| Schiedsrichter: Károly Palotai ( Ungarn) \|                                                                              | Fortuna Düsseldorf | Aufstellung FC Barcelona gegen Fortuna Düsseldorf |
| FC Barcelona                              | Pedro María Artola – Rafael Zuviría, Migueli, Quique Costas (68. Francisco Martínez Díaz), José Joaquín Albaladejo (57. Antonio de la Cruz) – Johan Neeskens, Juan Manuel Asensi – Carles Rexach, Tente Sánchez, Hans Krankl, Francisco Carrasco Cheftrainer: Joaquim Rifé | Jörg Daniel – Gerd Zewe , Dieter Brei (24. Josef Weikl), Gerd Zimmermann (84. Flemming Lund), Heiner Baltes – Egon Köhnen, Rudi Bommer, Hubert Schmitz – Thomas Allofs, Klaus Allofs, Wolfgang Seel Cheftrainer: Hans-Dieter Tippenhauer | Fortuna Düsseldorf | Aufstellung FC Barcelona gegen Fortuna Düsseldorf |
| FC Barcelona                              | 1:0 Tente Sánchez (5.) 2:1 Juan Manuel Asensi (34.) 3:2 Carles Rexach (103.) 4:2 Hans Krankl (111.) | 1:1 Thomas Allofs (8.) 2:2 Wolfgang Seel (41.) 4:3 Wolfgang Seel (114.) | Fortuna Düsseldorf | Aufstellung FC Barcelona gegen Fortuna Düsseldorf |
| FC Barcelona                              | Daniel hält Foulelfmeter von Rexach (12.) | | Fortuna Düsseldorf | Aufstellung FC Barcelona gegen Fortuna Düsseldorf |
| 16. Mai 1979 in Basel (St. Jakob-Stadion) | | |                    |                                                   |
| Ergebnis: 4:3 n. V. (2:2, 2:2)            | | |                    |                                                   |
| Zuschauer: 58.500                         | | |                    |                                                   |
| Schiedsrichter: Károly Palotai ( Ungarn)  | | |                    |                                                   |